# El Riíto, Hidalgo
El Riíto är en ort i Mexiko.   Den ligger i kommunen Tecozautla och delstaten Hidalgo, i den sydöstra delen av landet, 140 km norr om huvudstaden Mexico City. El Riíto ligger 1 652 meter över havet och antalet invånare är 781.
Terrängen runt El Riíto är kuperad åt nordost, men åt sydväst är den platt. Runt El Riíto är det ganska tätbefolkat, med 60 invånare per kvadratkilometer. Närmaste större samhälle är Tecozautla, 4,8 km söder om El Riíto. Trakten runt El Riíto består i huvudsak av gräsmarker.